# Melba

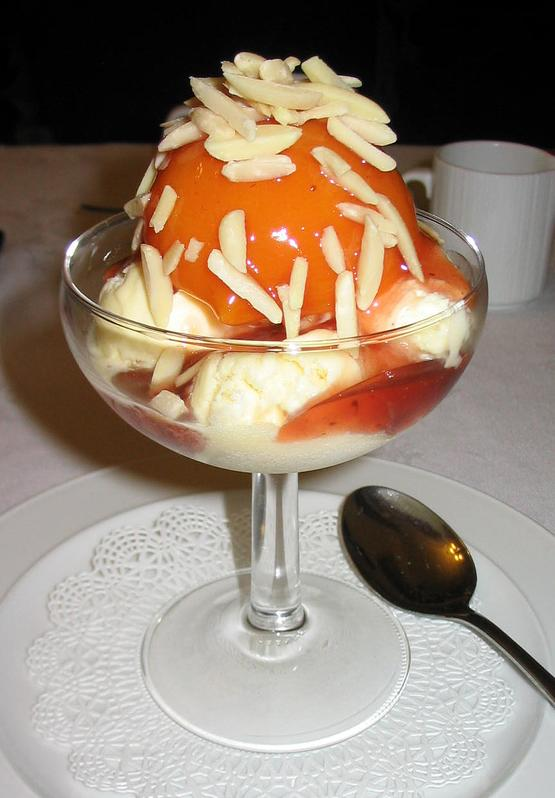
Melba

Melba (fr. pêche(s) Melba, ang. Peach Melba) – deser przygotowywany ze świeżych brzoskwiń, lodów waniliowych i słodzonego przecieru truskawkowego (względnie malinowego), znanego jako sos melba (sauce Melba). Przepis opracował Auguste Escoffier, reformator i kodyfikator kuchni francuskiej, na cześć australijskiej śpiewaczki Nellie Melby. Dokładniejsze informacje o jego powstaniu mają przy tym często charakter anegdotyczny – rozmijają się nawet relacje samych Escoffiera i Melby. Istnieją także inne dania nazwane imieniem Melby i kojarzone z Escoffierem, jak starsze niż melba pêches au cygne wzorowane na łabędziu z Lohengrina, a także odmiany oryginalnej melby, w tym poires Melba (gruszki melba) i fraises Melba (truskawki melba). Znane są też tosty melba (Melba toasts), a także rodzaj garnirunku z pomidorów o tej nazwie.
Potrawa składa się z nielicznych, łatwo dostępnych składników oraz jest łatwa do przygotowania. Nie odznacza się oryginalnością, przypominając inne desery: tak stworzone przez Escoffiera, jak i dawniejsze. Przy swojej prostocie i typowości jest to jednak potrawa uchodząca za elegancką. Jest typowym przykładem kuchni Escoffiera; on sam uważał ją za jedno ze swoich największych osiągnięć.

## Melba i Escoffier

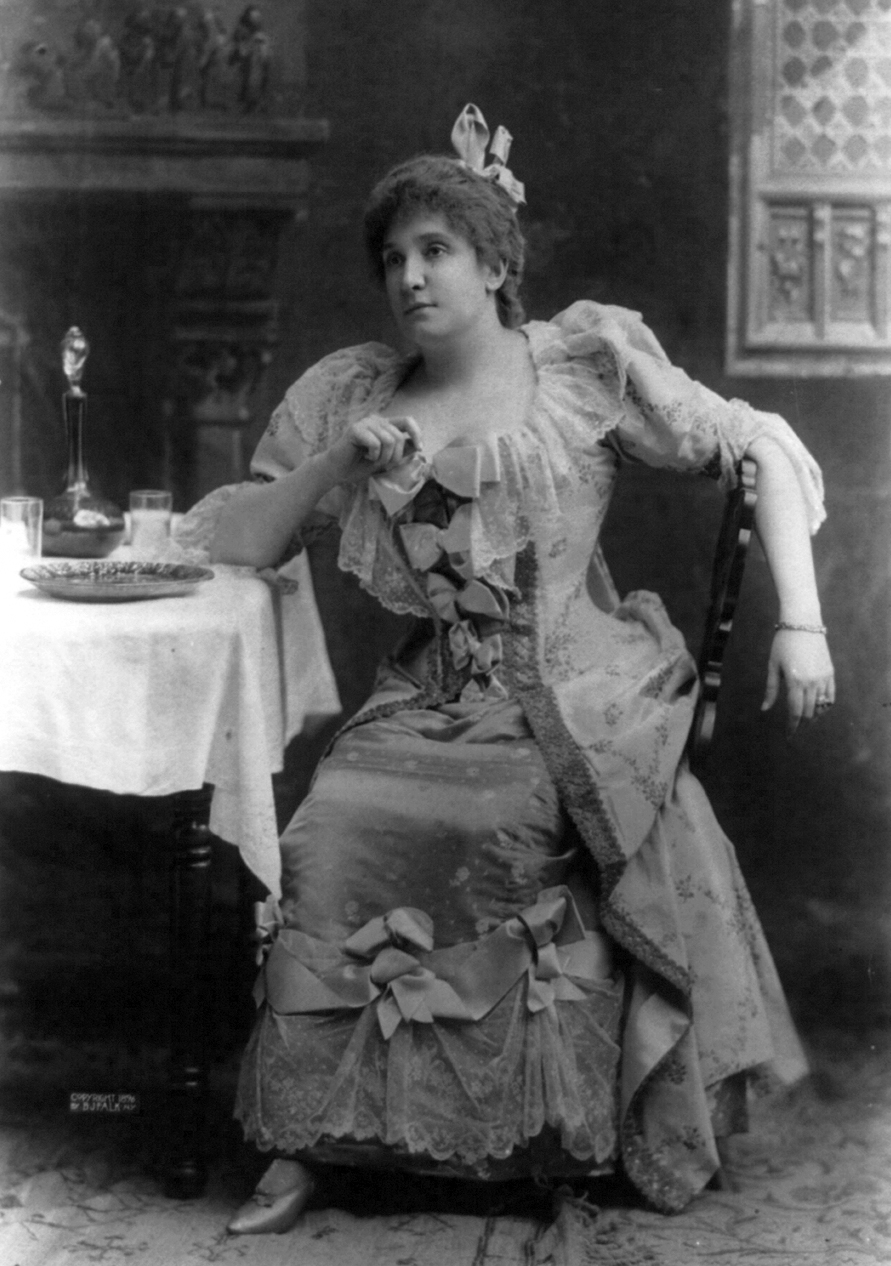
Nellie Melba

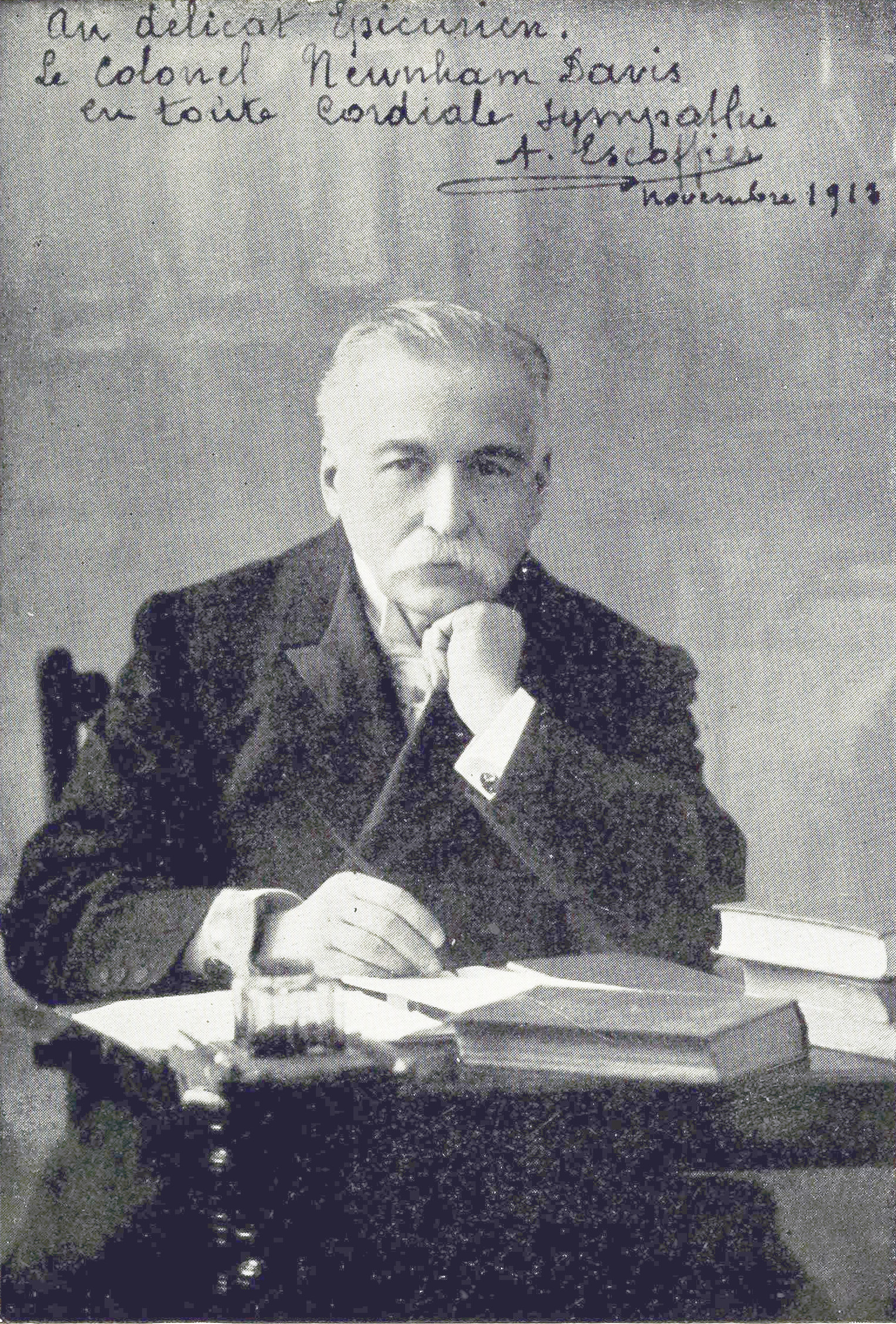
Auguste Escoffier

Nellie Melba to jedynie pseudonim sceniczny – australijska śpiewaczka (1861–1931) nazywała się właściwie Hellen Porter Mitchell: pseudonim, a przez to pośrednio nazwa deseru, wiąże się z miastem Melbourne, z którego pochodziła. Była niewątpliwie najsławniejszą śpiewaczką swoich czasów i w ogóle jedną z najbardziej znanych postaci, stanowiąc wręcz „bożyszcze tłumów”. Urodziwa (choć walcząca z nadwagą) i pełna uroku osobistego, łatwo zdobywała przyjaciół i zjednywała sobie podziw ludzi. Jej imieniem nazywano nie tylko potrawy, ale w celach reklamowych wiele innych produktów, jak pospolite wyroby przemysłowe. W latach, gdy powstać miała melba, w ostatniej dekadzie XIX wieku i pierwszej XX wieku, występowała głównie w Londynie, w Covent Garden, a stosunkowo rzadko w innych teatrach operowych. W Covent Garden występowała przez 40 lat, uzyskując rangę primadonna assoluta, a jej występy w tym teatrze powiązane są z dziejami deseru. Melba uwielbiała luksus i wyrafinowaną kuchnię (była też bardzo zamożna i obracała się stale w najwytworniejszym towarzystwie), w Londynie mieszkała zazwyczaj w Hotelu Savoy, prawdopodobnym miejscu powstania pierwszej melby. Cechowała ją niezależność, przedsiębiorczość, reprezentowała wręcz demokratycznego ducha nowych czasów (jako jedna z pierwszych artystek stanowiła część europejskiej wyższej sfery), ale także snobizm, zamiłowanie do przepychu i zarozumiałość.
Auguste Escoffier (1847–1935) był jednym z najbardziej znanych szefów kuchni, kodyfikatorem i reformatorem klasycznej kuchni francuskiej. Uznanie zdobył jednak poza granicami Francji i w raczej dojrzałym wieku – od 1890 roku pracował w nowo założonym przez Césara Ritza londyńskim Hotelu Savoy, jednym z najbardziej luksusowych hoteli Europy, gdzie gościły i stołowały się największe osobistości ówczesnego świata. Należała do nich Melba, którą poznał tam w 1893 roku. To Escoffier przyczynił się do trwającej do dziś dominacji kuchni francuskiej na świecie, która to przed nim nie była aż tak oczywista. Sam uważał kuchnię francuską za najlepszą i modelową, gdyż kraj ten natura obdarzyła najlepszymi warunkami (zob. terroir) do produkcji podstawowych produktów spożywczych, w tym owoców. Najwyższa jakość używanych składników stanowiła jeden z kluczowych elementów reformy kulinarnej Escoffiera. Kluczowość jakości składników opierała się natomiast na jeszcze bardziej ogólnym założeniu prostoty i naturalności kuchni – dążąc do prostoty i naturalności Escoffier nie tylko utrwalił dominację kuchni francuskiej na świecie, ale też zerwał z wieloma dawniejszymi tradycjami kulinarnymi Francji, w tym charakterystycznymi dla Marie-Antoine’a Carême’a. Realizacją tego ideału była m.in. melba.
Nowoczesność kuchni Escoffiera przejawiała się jednak nie tylko w sposobie przygotowywania potraw, ale przede wszystkim w jego metodzie organizacji kuchni i restauracji (podobnie jak jego wieloletni współpracownik Ritz zreformował zarządzanie hotelami). Zmienił sposób funkcjonowania kuchni, wprowadzając brygady kucharzy, pracujących w sposób, przypominający produkcję taśmową: na tym wzorcu większość kuchni pracuje do dziś. To Escoffier wprowadził szeroko sposób serwowania dań à la carte i współcześnie powszechnie znane karty dań oraz ostatecznie zerwał z service à la française. Było to kolejnym czynnikiem umożliwiającym uproszczenie kuchni, zerwanie z monumentalnymi, wystawnymi posiłkami w stylu Carême'a, w których występowały np. ogromne dania w kształcie piramid. W 1897 roku Escoffier i Ritz zostali jednak w atmosferze skandalu zwolnieni z Hotelu Savoy. Przenieśli się w 1898 do Paryża, otwierając paryski Hotel Ritz, a następnie z powrotem do Londynu, otwierając Carlton Hotel, który konkurował luksusem z Hotelem Savoy i przejął wielu jego klientów. W Carlton Hotel Escoffier pracował do emerytury w 1920. Oba te hotele występują w materiałach źródłowych jako powiązane z dziejami melby.

## Historia deseru
Escoffier często nazywał swoje potrawy imionami kobiet; według anegdoty to, że swoje najsławniejsze dania przygotowywał dla kobiet, miał uważać nawet za największy sekret swojej kuchni. Melba nie była wyjątkiem, istnieją nawet nazwane na cześć innych kobiet dania z brzoskwiń, jak upamiętniające Blanche d’Antigny danie coupe d’Antigny (połówki brzoskwiń w syropie waniliowym na lodach truskawkowych, polane śmietanką). Do szerzej znanych należy deser fraises à la Sarah Bernhardt (truskawki z lodami waniliowymi, sorbetem ananasowym, bitą śmietaną i likierem curaçao), żadne z nich nie jest jednak tak szeroko znane, jak melba. Swoje dania poświęcał kobietom, artystkom, ale też operze, którą żywo się interesował; także tu Melba nie była wyjątkiem. Nazywał swoje dania imionami kompozytorów (Belliniego, Bizeta, Donizettiego, Gounoda, Masseneta, Rossiniego, Verdiego), bohaterów oper (Aidy, Carmen, Otella, Toski), śpiewaków (prócz Melby – Emmy Calvé, Victora Maurela, Sibyl Sanderson, Adeliny Patti), ponadto stworzył potrawę poularde à la diva (kurczak nadziewany ryżem, foie gras i truflami). Dość wymyślne nazwy potraw były w ogóle charakterystyczne dla Escoffiera, przy tym były nie dziwactwem, ale integralną i naturalną częścią jego reformy sztuki kulinarnej. W restauracjach dawnego typu, gdzie stosowano service à la française – podając wszystkie dania naraz, przez co były bezpośrednio widoczne dla gości, skomplikowane nazwy dań mogły prowadzić jedynie do konfuzji. W restauracjach nowego typu, ukształtowanych przez Escoffiera, gość wybierał już potrawy, posługując się kartą dań w sposób znany dziś powszechnie, dzięki czemu można było zastosować nazwy bardziej finezyjne (często w języku francuskim), a przez to zachęcające do zakupu dania: do nazw takich należała także nazwa „melba”. W przeciwieństwie do nazw wielu innych dań Escoffiera i innych kucharzy, w których występują imiona znanych postaci, pêches Melba nie zawiera łącznika à la (tzn. nie występuje jako pêches à la Melba): użycie nazwy tak skonstruowanej sugeruje, że melba nie jest daniem w stylu Melby, przypominającym Melbę, ale raczej daniem poświęconym Melbie.
Według wspomnień Escoffiera, wymyślił on deser, gdy otwierano paryski hotel Ritz (1898). W czasie tego wydarzenia Melba miała powiedzieć mu, że uwielbia jego Pêche Cardinal au coulis de framboise i poprosić go o przepis, który z przyjemnością jej ofiarował. Właśnie gdy zapisywał ten przepis, przyszła mu do głowy ogólna idea pêche Melba. Polegała ona na tym, by zachować ogólny charakter brzoskwiń po kardynalsku, dodając jednak do nich jakiś nowy, oryginalny element. Element ten nie mógł przy tym zmienić smaku obecnego w brzoskwiniach po kardynalsku połączenia malin i brzoskwiń, ale powinien pogłębić ten smak. Za coś najlepiej spełniającego ten warunek Escoffier uznał lody waniliowe. Tak powstały deser po raz pierwszy serwował z okazji innego ważnego wydarzenia w swoim życiu, otwarcia londyńskiego Carlton Hotel. Miało ono miejsce 15 lipca 1899 (spotykana niekiedy data 1 lipca jest błędna). Była to bardzo huczna ceremonia, na której, o czym Escoffier był już od pewnego czasu uprzedzony, obecna była także Melba.
Sama Nellie Melba poświęciła deserowi kilka akapitów swoich pamiętników, nie podając jednak żadnych dat. Wczesną wiosną w niewielkim pokoiku w londyńskim hotelu Savoy jadła lunch. Była bardzo głodna, dostarczono jej więc wspaniały posiłek. Pod koniec przyniesiono niewielkie srebrne naczynie z nowym daniem i wiadomością, że Escoffier przygotował je specjalnie dla niej – zjadła je, jak to określiła, „podobnie jak Ewa pierwsze jabłko” (And much as Eve tasted the first Apple, I tasted the first Pêche Melba in the World). Deser bardzo smakował Melbie: kazała przekazać to Escoffierowi oraz zapytać go o jego nazwę. Escoffier kazał przekazać, że deser nie ma nazwy, ale będzie zaszczycony, jeśli będzie mógł go nazwać imieniem Melby – na co się zgodziła. Nie myślała o tym więcej dopóki niedługo później nie odkryła ze zdziwieniem, że deser stał się najnowszą sensacją Londynu. Potwierdza stanowczo, że autorem melby, jak również znanych jej także fraises Melba i poires Melba był z pewnością Escoffier. Otrzymywała bowiem wiele listów od szefów kuchni z całego świata, którzy to sobie przypisywali autorstwo deseru – stanowczo odrzuca te twierdzenia, uznając je za oszustwo. Sam Escoffier prosił ją zresztą kiedyś osobiście, by takie twierdzenia dementowała.
Melba nie miała nic przeciwko nazwaniu melby swoim imieniem, natomiast z faktu, że nazywano nim wiele najróżniejszych produktów przemysłowych była bardzo niezadowolona (nie odnosiła z tego zresztą żadnych korzyści finansowych). Pomimo to – chociaż sama nie paliła – zawsze miała posiadać zapas papierosów marki „melba” dla przyjaciół. Sama melba, a właściwie jej element, mianowicie (omówiony niżej) sauce Melba, także bardzo szybko stała się produktem przemysłowym: butelkowany sos melba sprzedawano w Londynie już w 1906 roku. Sos, opisywany w ulotkach reklamowych jako jus de fruit pour entremets, produkowało zresztą przedsiębiorstwo samego Escoffiera, Escoffier's Food Preparations Syndicate Ltd.
Jedna z pierwszych wzmianek o melbie, z 1904 roku, pochodzi od amerykańskiej pisarki Edith Wharton. W wydanej w 1905 roku powieści Świat zabawy (The House of Mirth, z przekładem polskim Bronisławy Neufeldówny z 1908) Edith Wharton wymieniła deser zapisując jego nazwę w formie „Pêches à la Melba”. Melba stanowi w powieści element jednego z „wytwornych śniadań”, które główna bohaterka Lili Bart mimo braku pieniędzy jada, by utrzymać się w „świecie zabawy”, świecie wyrafinowania i luksusu („My dear Gerty, you wouldn't have me let the head-waiter see that I've nothing to live on but Aunt Julia's legacy? Think of Grace Stepney's satisfaction if she came in and found us lunching on cold mutton and tea! What sweet shall we have today, dear–Coupe Jacques or Pêches à la Melba?”, „It was over in a moment–the waiter, menu in hand, still hung on the result of the choice between Coupe Jacques and Pêches à la Melba–but Miss Bart, in the interval, had taken the measure of her fate. Where Judy Trenor led, all the world would follow; and Lily had the doomed sense of the castaway who has signalled in vain to fleeing sails.”).
Jeszcze sprzed tej daty pochodzi, bardzo zwięzły, przepis na melbę, który zamieszczony został w pierwszym wydaniu Le guide culinaire. Dzieło to ukazało się w roku 1903. Wymienione (bez podania przepisu) jako element menu obiadu wydanego w Carlton Hotel w listopadzie 1902 roku dla oficerów niemieckich są tam także poires Melba.
Jak w swoich pamiętnikach zauważyła sama Nellie Melba, danie nazwane na jej cześć szybko stało się niezwykle popularne. Istnieje o nim wiele wzmianek w prasie z początku XX wieku. Autor artykułu zamieszczonego w „Harper’s Bazaar” w 1909 roku uważa Melbę za zdecydowanie najsławniejsze danie Escoffiera, „delikates znany całemu cywilizowanemu światu”. To samo czasopismo w roku 1908 zamieściło artykuł samego Escoffiera, w którym mówi on wiele o melbie: według tej relacji, Nellie Melba miała być wielką amatorką jego pêches cardinal, dopytywała się jednak Escoffiera, czy potrafi on ulepszyć ten przepis, co uczynił dopiero po wielu próbach (zamieszcza tam też przepis na melbę, według którego do malin dodać należy kirsz, a brzoskwinie blanszować nie w wodzie, lecz w syropie waniliowym).
Wobec sprzeczności źródeł dokładna data i okoliczności powstania deseru nie są więc znane. Pewne jest natomiast, że już na początku XX wieku melba należała do najszerzej znanych i najczęściej serwowanych w restauracjach, do dziś zresztą jest on jednym z najbardziej popularnych deserów. Stanowi ona jedno z najbardziej znanych dań Escoffiera (i w ogóle jedną z najsławniejszych potraw), a przy tym jest daniem typowym dla jego nowatorskiej sztuki kulinarnej. Według Pierre’a Hermé melba zalicza się do najbardziej znanych deserów klasycznej kuchni europejskiej oraz jest najsławniejszym deserem z brzoskwiń. Znawca sztuki kulinarnej Robert Courtine, który uważał, że nie ma nic smaczniejszego niż świeżo zerwana z drzewa brzoskwinia, uznawał melbę za przykład dania niezwykłego. Biograf Escoffiera Kenneth James uważa, że melba jest, o ile zastosować się dokładnie do jej prostej receptury, bezapelacyjnie najlepszym sposobem jedzenia brzoskwiń. Kuchnia Escoffiera ma jednak również przeciwników: melba bywa wyśmiewana jako danie krzykliwe, jaskrawe, wulgarne; łatwe do produkcji masowej, a jedynie wytwarzające iluzję rzadkiego przysmaku; nazwane na cześć sławnej osobistości tylko po to, by zdobyć sobie rozgłos. Za jedno ze swoich największych osiągnięć uważa to danie sam Escoffier, który pisał w L'Art culinaire, że melba króluje na najbardziej wystawnych ucztach, a jej rozgłos przekracza morza.
Anegdota mówi, że Melba – która jako śpiewaczka dbała bardzo o swoje zdrowie wokalne – rzadko jadła lody wierząc, że negatywnie wpływają one na jej głos. Escoffier sporządził melbę specjalnie dla niej gdyż uważał, że w tej postaci (w połączeniu z brzoskwiniami i truskawkami) lody nie będą na tyle zimne, by móc jej zaszkodzić. Według innej anegdoty Melbę i Escoffiera wiązała także inna stworzona przez niego potrawa, (omówione szerzej niżej) tosty melba. Zawsze lubiąca dobrze zjeść śpiewaczka szybko tyła, gdyż naprzemiennie wpierw nadmiernie się objadała, a następnie pościła, aby schudnąć. By jej pomóc, kucharz opracował jednocześnie wykwintny i dietetyczny rodzaj tostów. Według innej wersji tosty przygotował Escoffier dla – także pragnącej schudnąć – żony Césara Ritza Marie-Louise, a dopiero później nazwane zostały imieniem Melby. Według wspomnień samej Marie-Louise Ritz tosty melba wymyślił raczej Ritz, niż Escoffier, kiedy narzekała, że zwykłe tosty nigdy nie są dla niej wystarczająco cienkie: odmówiła jednak propozycji nazwania ich własnym imieniem, sugerując nazwanie ich imieniem Melby, która wróciła chora z Ameryki i musiała stosować dietę; w ocenie Kennetha Jamesa przekaz ten jest jednak niezbyt wiarygodny. Ustalenie właściwego twórcy bardzo cienkich tostów jest zresztą trudne, gdyż przepisy na tego typu tosty są bardzo rozpowszechnione i pojawiają się już wieki wcześniej, np. w XV wieku u Bartolomeo Platiny.

### Pêches au cygne

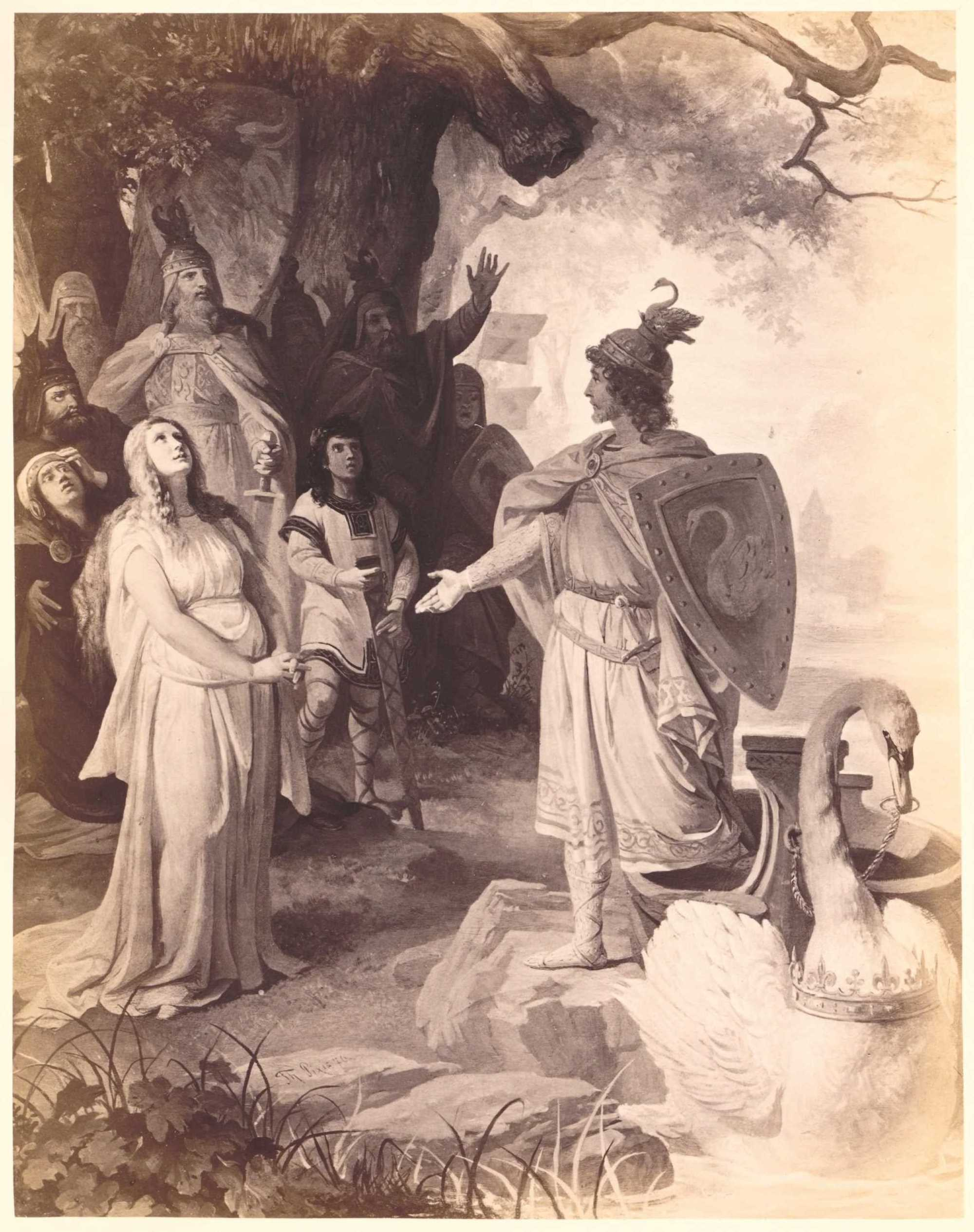
Elza wita Lohengrina przybywającego na łabędziu

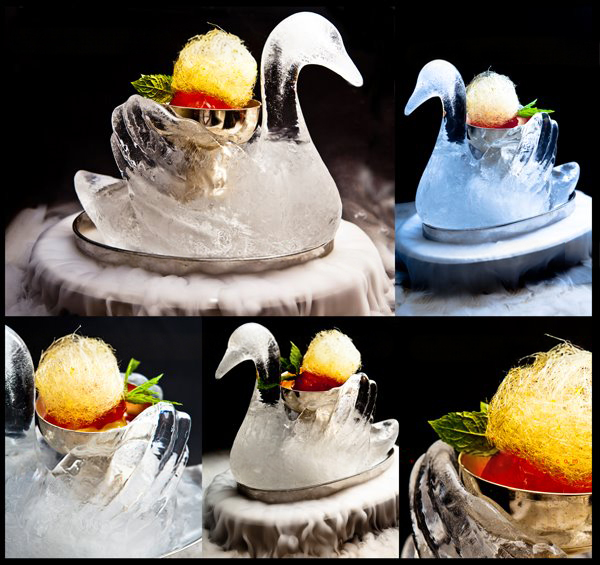
Brzoskwinie na łabędziu, wersja współczesna

W wielu źródłach spotkać można się z informacją, że Escoffier stworzył melbę wcześniej, już w roku 1894 (względnie podaje się 1892 i inne bliskie daty roczne), ewentualnie uznając melbę za jedynie „ulepszenie” deseru z 1894. Chodzi tu jednak nie o klasyczną melbę, przepis który sam Escoffier nazywa „przepisem oryginalnym”, ale o podobny deser, pêches au cygne („brzoskwinie na łabędziu”). Ów podobny deser – przynajmniej według relacji samego Escoffiera – nie stanowił jednak bezpośredniego poprzednika czy wzoru melby.
W roku 1890 Nellie Melba nawiązała romans z księciem Filipem Orleańskim, pretendentem do tronu Francji. Przystojny, młodszy od niej o osiem lat książę był największą i ostatnią miłością jej życia, mógł też uchodzić za najlepszą partię Europy. Romans Melby z księciem Filipem stał się jednak w 1892 szeroko znany i wywołał międzynarodowy skandal na wielką skalę – zwłaszcza że Melba była wtedy mężatką i, rozjeżdżając się wraz z księciem Filipem po wielu miastach europejskich, prowadziła skandalizujący tryb życia (m.in. rzekomo wyrzucono parę z Rosji ze względu na ostentację Filipa). Melba od dawna nie żyła ze swoim mężem, obawiała się jednak rozwodu i utraty dziecka. Kiedy jej mąż wystąpił formalnie o rozwód, obawiający się dalszej eskalacji skandalu Orleanowie podjęli starania, by przerwać związek Melby z księciem Filipem. Młyn medialny i tajne interwencje dyplomatyczne zmusiły w końcu Filipa i Melbę do rozstania: książę wyjechał na dwa lata na safari do Afryki. Gdy powrócił w 1894 do Europy, Melba podjęła jednak próbę ponownego zejścia się z księciem.
W tym czasie przebywała w Londynie, jak zwykle mieszkając w Hotelu Savoy (gdzie częstym gościem był zresztą także książę Filip, któremu jako członkowi dynastii orleańskiej przebywania we Francji zakazywało prawo tego kraju). Śpiewała wtedy w Covent Garden partię Elzy w Lohengrinie, z Janem Reszke w roli Lohengrina. Miała to być zresztą jej ulubiona rola, a zwłaszcza ulubiona rola wagnerowska, z którą silnie się identyfikowała. 15 czerwca 1894 po raz ostatni w swojej karierze wystąpiła w Londynie jako Elza. Escoffier często bywał w operze, zachwycając się występami Melby, a właśnie jej Elzą był szczególnie oczarowany. Bilety na Lohengrina podarować miała mu sama Melba, wdzięczna za tworzone przez niego potrawy.
Śpiewaczka postanowiła wydać intymną kolację, na której, prócz kilku przyjaciół, głównie współpracowników z Covent Garden, miał być obecny także książę Filip. Podawać miano inny deser z brzoskwiń, pêches flambée. Escoffier wykorzystał jednak tę okazję, by przygotować dla Melby inne danie, nowe i specjalne. Zainspirowany majestatycznym łabędziem z Lohengrina szef kuchni przygotował wykonane z lodu figury łabędzi. Między ich skrzydłami umieścił srebrne talerzyki, na nich zaś lody waniliowe i brzoskwinie, okryte misterną strukturą z cukrowych nitek; całość osypał cukrem. Escoffier mówił później, że sam był zdziwiony tym, jak bardzo Melba zachwyciła się zwykłymi brzoskwiniami na lodach waniliowych.
Obecność księcia Filipa na przyjęciu poświadczają też wspomnienia Marie-Louise Ritz. Choć Melba miała jeszcze kilka razy w życiu z nim się spotkać, nigdy nie byli już parą. Istnieje wiele innych relacji o powstaniu tego deseru, nieraz rozmijających się w szczegółach. Tak np. The New Larousse Gastronomique podaje, że przyjęcie na którym podano pêches au cygne, określone tu jako pierwsza melba, wyprawiła w Savoyu nie Melba, ale książę Filip, pragnący uczcić w ten sposób jej triumf w roli Elzy.
Brzoskwinie na łabędziach to danie o wiele bardziej skomplikowane niż melba. Jak zauważa Linda Civitello, właśnie dlatego mogło ono ujść uwadze szerokiej publiczności, a stało się przebojem sztuki kulinarnej, dopiero gdy Escoffier usunął z niego wypracowane lodowe łabędzie i rzeźby z cukrowych nici. Z drugiej strony opisywany przez Escoffiera zachwyt Melby i jej gości wiązać może się raczej właśnie z obecnością łabędzia, niż samym smakiem brzoskwiń i lodów.

## Przygotowanie deseru i powiązane potrawy

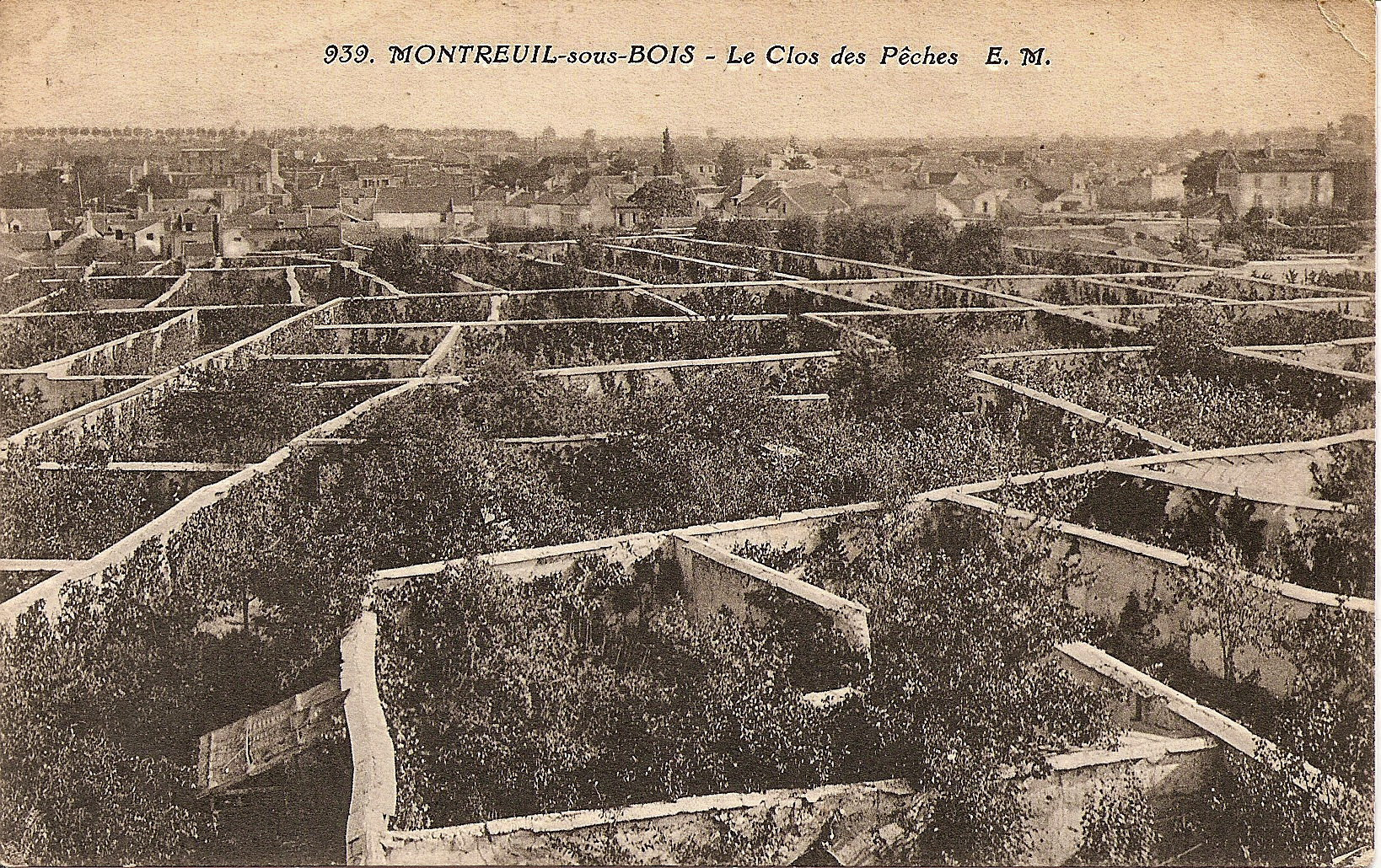
Uprawa brzoskwiń Montreuil na początku XX wieku (murs à pêches)

Sam Escoffier zapisał więcej niż jeden przepis na melbę, we współczesnych książkach kucharskich można zaś znaleźć wiele, nawet znacznie, przekształconych. W zasadzie jednak klasyczna melba składa się ze zblanszowanych połówek świeżych, dojrzałych brzoskwiń, przecieru (purée) truskawkowego (lub malinowego) z cukrem pudrem oraz lodów waniliowych. Klasyczną melbę można też ewentualnie posypać płatkami świeżych migdałów. Lody waniliowe rozkłada się cienką warstwą na srebrnym talerzyku (właściwie timbale, płytka miseczka), na której układa się brzoskwinie, okrywając całość przecierem truskawkowym. Potrawę podać można także w szklanym (kryształowym) pucharze. W niektórych przepisach Escoffiera oraz wielu współczesnych truskawki zastępuje się malinami, a brzoskwinie krótko gotuje w syropie waniliowym.
Deserem starszym od melby i bardzo do niej podobnym są pêches cardinal, brzoskwinie po kardynalsku. Przepisy na pêches cardinal mogą różnić się między sobą w szczegółach, jest to jednak niemal zawsze połączenie brzoskwiń i przecieru truskawkowego (tworzącego „kapę kardynalską”). Od przepisu na melbę różni się w ogólnym zarysie tylko tym, że nie zawiera lodów. Współcześnie zresztą, inaczej niż w czasach Escoffiera, pêches cardinal podaje się przy tym często z lodami, różnica między tymi potrawami pozornie nie zachodzi więc wcale. Według Escoffiera istotą melby nie są jednak, bardzo zresztą przecież proste, składniki i sposób przygotowania, ale sposób podania. Innym podobnym daniem, także wiązanym przez źródła z historią powstania melby, są pêches flambées (brzoskwinie flambirowane).
Escoffier, choć nawet on sam w swoich książkach kucharskich podał przepis w kilku nieco różniących się wariantach, sprzeciwiał się zdecydowanie wprowadzeniu do receptury tego prostego dania jakichkolwiek odmian (ponadto Escoffier nie znał języka angielskiego, wszystkie wydania jego książek kucharskich w języku angielskim z pojawiającymi się w nich wariantami przepisów są przekładami). W swoich pamiętnikach pisał: Peche Melba is a simple dish made up of tender and very ripe peaches, vanilla ice cream and a puree of sugared raspberry. Any variation on this recipe ruins the delicate balance of its taste („Melba to bardzo proste danie składające się z miękkich i bardzo dojrzałych brzoskwiń, lodów waniliowych i przecieru z posłodzonych malin. Jakakolwiek zmiana w tym przepisie rujnuje delikatną równowagę jej smaku”), protestując przeciwko powszechnego już za jego życia dodawaniu kirszu, dżemu czy bitej śmietany. Brak ochrony prawnej dla przepisów kucharskich, których nie obejmuje prawo patentowe, prowadził do tego, że z przepisów o tak ogromnej popularności jak melba, Escoffier nie odnosił tej samej skali korzyści finansowych. Zmienianie przepisów niszczyło ich subtelność, szczególnie ważną w przypadku melby. Co więcej, masowe psucie przepisów psuło cały rynek.
Autorzy przepisów współczesnych mimo to często wprowadzają zmiany lub podają przepisy w różny sposób różniące się od escoffierowskich. Aleksandra Crapanzano, choć zdaje sobie sprawę z opinii Escoffiera, proponuje w swoim przepisie („Wall Street Journal”) dodatek likieru Crème de Pêche (zwłaszcza gdy brzoskwinie nie są wystarczająco aromatyczne i dojrzałe) oraz likieru Crème de Framboise, wzmacniającego jej zdaniem aromat i kolor malin; brzoskwinie zaś warto dla zachowania koloru skropić cytryną. Według wielu późniejszych przepisów (m.in. Prosper Montagné, Pierre Hermé, Joël Robuchon) nie różniących się  zasadniczo od „przepisu oryginalnego” brzoskwinie podgotowuje się nie w wodzie, lecz w syropie waniliowym (syrop waniliowy występuje zresztą także w niektórych przepisach samego Escoffiera). Nieco inny sposób postępowania podaje natomiast Paul Bocuse, w którego przepisie brzoskwinie najpierw gotuje się krótko w wodzie, a potem chłodzi, później zaś zanurza na kilka minut w ciepłym syropie waniliowym i ponownie chłodzi. Często proponuje się też zdobienie melby bitą śmietaną (lub ściślej crème chantilly), czyni tak np. Alain Ducasse.
Bardzo zwięzły przepis pochodzi z pierwszego wydania Le guide culinaire (1903), jednej z pierwszych książek kucharskich Escoffiera, gdzie pojawia się także przepis na gruszki melba; przepis na brzoskwinie występuje w niej zaś nie pod nazwą pêches Melba, ale pod krótkim Melba. Różni od zapisanego później „przepisu oryginalnego”.

Melba. – Pochées au sirop vanillé, dressées sur couche de glace-vanille et nappées de purée de framboises.
Melba. [Brzoskwinie] podgotowane w syropie waniliowym, ułożone na warstwie lodów waniliowych i polane przecierem malinowym.
W swoim ostatnim dziele, Ma cuisine, Escoffier zamieszcza następujący przepis na melbę:

Pêches Melba
Choisir des pêches à chair tendre n'adhérant pas au noyau; les plonger une minute dans de l'eau bouillante, puis dans de l'eau glacée, comme il est expliqué aux « Pêches Adrienne », les déposer sur un plat, les saupoudrer de sucre et les tenir au frais.
D'autre part, on aura préparé une glace à la vanille très crémeuse et une purée de framboises aussi fraîches que possible et sucrée.
Dresser la glace à la vanille dans une timbale ou dans une coupe en cristal, disposer les pêches sur la glace et les napper de purée de framboises.
NOTA. – Pendant la saison des amandes vertes, on pourra facultativement semer sur les pêches des amandes finement effilées; mais ne jamais faire usage d'amandes sèches.
Melba
Wybierz brzoskwinie o delikatnym miąższu, nie przywierającym nadmiernie do pestki. Zanurz je na minutę we wrzątku, a następnie w lodowatej wodzie (tak, jak to objaśniono w przepisie na brzoskwinie Adrienne), odłóż na talerz, osyp cukrem, i trzymaj je w chłodzie.
Następnie przygotuj bardzo kremowe lody waniliowe i przecier z malin tak świeżych, jak tylko możliwe, który posłodzisz.
Rozłóż lody waniliowe na metalowym talerzu albo w kryształowym pucharze, na nie połóż brzoskwinie, które oblej przecierem malinowym.
NOTA: W sezonie na świeże migdały można dodatkowo obsypać brzoskwinie bardzo drobnymi płatkami migdałów. Nigdy jednak nie używaj migdałów suszonych.
Przepis, który nazywa „oryginalnym” nie został za jego życia wydany drukiem. Spisany został, gdy Escoffier był już na emeryturze, prawdopodobnie w latach 20. Każe on wybierać brzoskwinie bardzo dojrzałe, przy czym najlepsze do przygotowania melby są według Escoffiera brzoskwinie Montreuil. Przepis ten nie zawiera zalecenia gotowania brzoskwiń w syropie waniliowym, jednak każe po obgotowaniu w wodzie lekko je posłodzić. Każe natomiast umieścić danie w bloku lodu oraz osypać je cukrem.
Brzoskwinie Montreuil, uprawiane w Montreuil pod Paryżem w szpalerach wzdłuż specjalnie w tym celu pobudowanych murów (zwanych murs à pêches, por. ilustracja), od wieków słyną z doskonałego smaku. Choć Escoffier zaleca używanie brzoskwiń świeżych, bardzo dojrzałych i najlepszego gatunku, zdawał sobie sprawę, że do jej przyrządzania zaczęto masowo używać brzoskwiń puszkowanych. Wypowiada się o tym w artykule zamieszczonym w 1928 w „Revue culinaire”, nie potępiając jednak tego tak gorąco, jak np. użycia dżemu. Zwraca uwagę na fakt, że światowy sukces melby był nie tylko sukcesem kuchni, ale też producentów konserw, gdyż – aby zaspokoić popyt kreowany przez zwolenników melby – każdego roku puszkuje się pół miliona brzoskwiń więcej, niż przed nim. Desery właśnie z brzoskwiń często zresztą nazywał na cześć kobiet, a wiele z nich to bardzo znane przepisy. Do najwcześniejszych należy coupe d’Antigny dla aktorki Blanche d’Antigny, z ok. 1874 (brzoskwinie w syropie waniliowym, z lodami truskawkowymi i śmietanką).  Dla królowej brytyjskiej Aleksandry na uroczystość w Carlton Hotel z okazji koronacji Edwarda VII powstały pêches Alexandra (brzoskwinie w kirszu i maraschino, oblane syropem); dla uczczenia triumfu Sarah Bernhardt w sztuce Edmonda Rostanda Orlątko (L'Aiglon) powstały pêches Aiglon (na lodach waniliowych i srebrnym talerzyku ustawionym na orlątku z lodu, posypane cukrem i kandyzowanymi fiołkami); dla cesarzowej Francuzów Eugenii pêches Eugénie (z poziomkami, kirszem, maraschino i zabajone z szampana); dla księżniczki Izabeli Orleańskiej pêches Isabelle (na srebrnym talerzyku, otoczone drobnym cukrem zwilżonym starym czerwonym winem, z bitą śmietaną). Żartobliwy charakter ma coupe Vénus („puchar Wenus”), gdzie połówki brzoskwiń w syropie waniliowym, na lodach waniliowych, ozdobione są sugestywnie wiśnią, a w późniejszych wersjach małą truskawką.

### Powiązane potrawy
Escoffierowi przypisuje się często także inne dania nazwane imieniem Melby, których pochodzenie jest jednak równie niejasne i anegdotyczne. Tost Melba (Melba toast) to rodzaj tosta, który jest bardzo cienki, bardzo suchy i bardzo chrupiący; często podawany do zup i sałatek lub jako samodzielna przystawka (może być wtedy posypany serem). Tosty Melba produkowane są masowo na skalę przemysłową, np. przez przedsiębiorstwa Old London Foods i Nabisco. „Sos melba” to (stanowiący element melby, lecz pod tą nazwą rozumiany jako odrębna potrawa) słodzony przecier z truskawek z galaretką z czerwonych porzeczek. Istnieje także wiele dań nawiązujących do melby, jak np. napój slushie Peach Melba Slushie (np. na bazie brzoskwiń, malin, nektaru z agawy, cukru, wanilii, opcjonalnie wódki).
W przemyśle spożywczym spotyka się też produkty „o smaku melby”. Należą do nich np. produkowany przez Nestle jogurt Nestle Sveltesse 0.2% Yogurt – Peach Melba Style/Apricot Tart Style czy przez Beacon Sweets & Chocolates mieszanka cukierków, w których znajdują się także cukierki o smaku melby Beacon Sparkles Candy. Nawiązujące do melby lody Peach Melba Sherbet produkowało przedsiębiorstwo Friendly's.
Tak jak pêches Melba przygotowywać można także inne owoce. Wiele takich potraw to dania szerszej znane, o nazwach i przepisach utrwalonych w wielu książkach kucharskich, nieraz także przypisywane Escoffierowi i wymieniane (tak osobne przepisy, jak i krótsze wzmianki) w jego książkach kucharskich. Należą do nich szczególnie poires Melba (gruszki melba) i fraises Melba (truskawki melba). Sama Nellie Melba była świadoma istnienia tych dań i przypisywała ich autorstwo Escoffierowi. Stosunkowo obszerne przepisy na gruszki melba i truskawki melba podaje Prosper Montagné. Na srebrnym talerzyku układa się lody waniliowe, na nich odpowiednio truskawki, które polewa się posłodzonym, gęstym przecierem malinowym, a następnie okala się talerzyk pokruszonym lodem. Truskawki powinny być bardzo dojrzałe i duże, zmacerowane (bez podgotowywania, inaczej niż brzoskwinie czy gruszki) w kirszu z cukrem. Natomiast gruszki, pokrojone na połówki lub ćwiartki, powinny być podgotowane w syropie waniliowym i dobrze schłodzone. Tak samo jak gruszki wiele innych owoców, np. nektarynki.
Prosper Montagné podaje przepis na całkowicie odmienną potrawę, garnirunek z pomidorów o nazwie „melba” (małe pomidory nadziewane salpicon z kurczaka, trufli i grzybów, z sosem velouté, podpieczone). Inną tego rodzaju potrawę, noisettes d'agneau Melba, podaje The New Larousse Gastronomique (są to noisettes z jagnięciny garnirowane sałatą lub pomidorami z poprzedniego przepisu).